# كأس حذفي 2015–16
كأس حذفي 2015–16 هو موسم من كأس حذفي. كان عدد الأندية المشاركة فيه 80، وفاز فيه نادي ذوب آهن أصفهان.